# 1960年ベルギーグランプリ

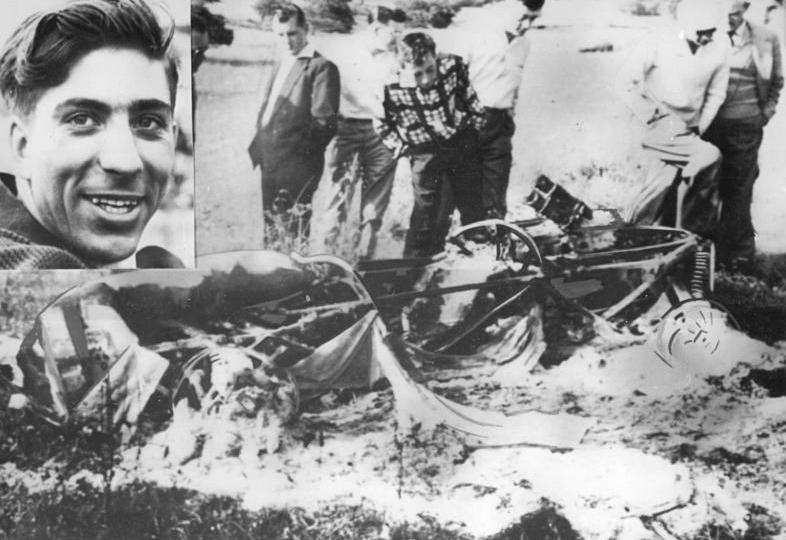
燃え尽きたアラン・ステイシーの車、1960年ベルギーグランプリ。左上はレース前のステイシー。

1960年ベルギーグランプリ (XXI Grote Prijs van Belgie) は、1960年F1世界選手権の第5戦として、1960年6月19日にスパ・フランコルシャンで開催された。クリス・ブリストウとアラン・ステイシーの死亡事故およびスターリング・モスとマイク・テイラーの大事故によりF1史上最悪の日の一つとして知られる。
レース距離は24周から36周に延長されていた。順位は非完走者の分類に関する規定による、珍しい結果となった点が強調される。現在の規定の下では、グラハム・ヒルはオリヴィエ・ジャンドビアンより先に35周を完走していたため、3位とされたであろう。ヒルはピットインしてリタイアとなったが、それは優勝者のゴール後にフィニッシュラインを超えなかったためであった（これは当時の規則で必要とされていた）。この規則の適用は実際には一貫性がなく、1959年ドイツグランプリでは、ハリー・シェルは60周回が規定されていた中、49周しか周回しなかったにもかかわらず7位となっている。

## レース概要

### 背景
ベルギーグランプリは1958年以来の開催となった。レース週末はいくつかの重大な事故が発生し、2名のドライバーが決勝での事故で命を落とした。スターリング・モスは予選中にクラッシュして重傷を負い、戦列を数ヶ月離れることとなった。マイク・テイラーも予選中の別の事故で生命を脅かす怪我を負い、そのキャリアを終えた。アラン・ステイシーとクリス・ブリストウは決勝の事故で死亡した。本グランプリはインディ500、オランダグランプリに続いて今シーズン死亡事故が発生した3番目のグランプリとなった。このグランプリの後、複数の死亡事故が発生したグランプリは1994年サンマリノグランプリとなる。レースの周回数は24周から36周に増加していた。そのため、多数のドライバーが故障のためにリタイアした。完走したのは6名のみであった。
トップチームのクーパー・クライマックス、ロータス、BRMは前戦と同じドライバーラインアップであった。しかしながらフェラーリはリッチー・ギンサーに代えてウィリー・メレスを起用した。メレスはこれがデビュー戦であった。ギンサーは次戦フランスではスカラブからチャック・デイのチームメイトとして出場し、イタリアグランプリでフェラーリに復帰している。いくつかのチームとドライバーはプライベーターとしてロータス・18、クーパ・T51を使用した。モスはRRCウォーカー・レーシングチーム、テイラーはテイラー-クロウリー・レーシングチームからロータスで出場した。ルシアン・ビアンキはエキップ・ナツィオナーレ・ベルゲからクーパーをドライブして出場した。ヨーマン・クレジット・レーシングチームはクーパーを使用しオリヴィエ・ジャンドビアン、トニー・ブルックス、ブリストウを起用した。
ドライバーズランキングは、マクラーレンがモスに3ポイント差で首位に立ち、ジム・ラスマンとジャック・ブラバムが8ポイントで3位に並んだ。コンストラクターズランキングではクーパーがロータス、フェラーリを抑えて首位となっていた。

### 予選
6連続ポールポジションを記録していたモスは、予選で激しくクラッシュした。バーネンヴィルカーブに入る直前にモスのロータスは左前輪が外れ、コントロールを失った。車はスピンして丘にぶつかり反対側のコースに入った。モスは車から投げ出され、意識を失ってコースに横たわった。直ちに病院に搬送され、何本かの肋骨と脊椎、鼻と脚を骨折、その他の負傷が診断された。モスは負傷のため数ヶ月の休養を要し、選手権に復帰したのはポルトガルグランプリからであった。多くのドライバーはモスを助けるために事故現場で停止した。サーキットのサイズが大きすぎたため、救急車が現場に到着するまでには長い時間がかかった、これはこの後数十年にわたってなぜ世界選手権で短いサーキットが採用されたかの1つの理由であった。テイラーは医療スタッフに事故があったことを伝えるよう他のドライバーに頼まれた。彼はピットに向かったが、その途中で同様の事故に見舞われた。車のハンドルは壊れ、彼は車外に投げ出された。木に体がたたきつけられ、脊椎に重傷を負ったテイラーはレーシングドライバーとしてのキャリアを終えることになった。事故後も数年間麻痺が残ったが、療養後完全に回復した。その後テイラーはロータスのチーム監督であったコーリン・チャップマンを、不完全な車を設計したと言うことで訴えた。車の設計者に対する初の訴訟にテイラーは勝訴し、療養費用として大金を受け取った。
モスの事故で予選は終了し、ブラバムが2番手に2秒以上の差を付けてポールポジションを獲得した。2番手にはブルックスが入り、2台のクーパーがフロントローに並んだ。スパの長いストレートはフロントエンジンのフェラーリに有利に働き、フィル・ヒルが3番手に入った。4番手にはヨーマン・クレジット・レーシングチームのクーパーをドライブするジャンドビアンで、その後にはBRMのグラハム・ヒルとヨー・ボニエが続いた。ロータスの最高位はイネス・アイルランドで7番手となり、その後にはブリストウとジム・クラークが続いた。10番手にはヴォルフガング・フォン・トリップスが入った。スカラブは競争力に欠け、15番手、17番手であった。リヴェントロウはポールタイムから19秒、デイは28秒遅れであった。

### 決勝
ブラバムはスタート勝負を制し、レースをリードした。2位には2台を抜いてジャンドビアンが付けた。しかしながらジャンドビアンはロータスのアイルランドに抜かれ、アイルランドが2位になる。ブルックスは2番手スタートであったが、ギアボックスのトラブルで、1周でエンジントラブルのためにリタイアしたリヴェントロウに続いて2周目でリタイアした。ダン・ガーニーも4周目にエンジントラブルでリタイアした。アイルランドが13周目にクラッシュし、ブラバムはそのリードを広げていった。フィル・ヒルが2位に浮上し、次の周回でブラバムに接近したが、ブラバムはリードを守った。一方でエンジントラブルは続いた。ボニエが14周目、デイは16周目にエンジントラブルでリタイアした。
中団ではブリストウとメレスが6位争いを繰り広げた。「マルメディ」でブリストウはラインを外してメレスへのアタックを試みた。車はコースを外れてコースバリアに激突、バリアは鋭利な刃物となってブリストウの首は切断された。ブリストウは1960年に死亡した2人目のドライバーであった。1人目はノンタイトル戦のシルバーストンのプラクティスで死亡したハリー・シェルであった。ブリストウの事故後、メレスはチームメイトのトリップス同様トランスミッションのトラブルでリタイアした。ブリストウの事故から5周後の24周目に、アラン・ステイシーの頭に鳥が衝突、ステイシーは「マスタ」でコントロールを失い土手に激突、ブリストウ同様に車から投げ出された。ステイシーのロータスは炎上した。ステイシーは死亡し、本グランプリ2件目の死亡事故となった。
コースに残ったのはわずか7台であった。ブラバムはフィル・ヒルとマクラーレンを従えてレースをリードし続けた。フィル・ヒルのフェラーリは燃料ラインを損傷し、ピットで修理する。これによってマクラーレンが2位に浮上し、グラハム・ヒルが3位となった。ブラバムはチームメイトのマクラーレンに1分以上の差を付けて優勝した。ブラバムは前戦に続いて連勝となり、ポールポジションからスタートして全ラップをリードして優勝するというグランドスラムを達成した。アイルランドとフィル・ヒルは共にファステストラップを記録、アイルランドにとってはキャリア唯一の記録となった。3位を走行していたグラハム・ヒルは35周目にエンジントラブルでストップした。規則ではゴールが認められるためにはフィニッシュラインを超えなければならなかった。グラハム・ヒルはラインを超えることができず、ジャンドビアンが3位となった。これはジャンドビアンにとって初の表彰台となった。フィル・ヒルが4位に入り、クラークは5位に入って初のポイントを獲得した。ビアンキはトップから8周遅れの6位となり、初のポイントを獲得した。
マクラーレンがドライバーズランキングをリードし、2位に浮上したブラバムと4ポイント差であった。コンストラクターズランキングではクーパーがロータスに対して13ポイント差を付け、3位のフェラーリはロータスに2ポイント差と迫った。ブラバムもクーパーも、このサーキットで優勝したのはこれが唯一であった。多くの深刻な事故が発生し、オーガナイザーは車が速すぎてあまりにも危険だという結論に達した。これは次シーズンにエンジン排気量を1.5リットルに制限するという規制につながった。死亡したブリストウとステイシーに対して、授賞式で1分間の黙祷が行われた。

## エントリーリスト
| チーム                                     | No. | ドライバー                         | シャシー                  | エンジン              | タイヤ |
| ------------------------------------------ | --- | ---------------------------------- | ------------------------- | --------------------- | ------ |
| クーパー・カー・カンパニー                 | 02  | ジャック・ブラバム                 | クーパー・T53             | クライマックス 2.5 L4 | D      |
| クーパー・カー・カンパニー                 | 04  | ブルース・マクラーレン             | クーパー・T53             | クライマックス 2.5 L4 | D      |
| オーウェン・レーシング・オーガニゼーション | 06  | ヨアキム・ボニエ                   | BRM・P48                  | BRM 2.5 L4            | D      |
| オーウェン・レーシング・オーガニゼーション | 08  | ダン・ガーニー                     | BRM・P48                  | BRM 2.5 L4            | D      |
| オーウェン・レーシング・オーガニゼーション | 10  | グラハム・ヒル                     | BRM・P48                  | BRM 2.5 L4            | D      |
| ロブ・ウォーカー・レーシングチーム         | 12  | スターリング・モス                 | ロータス・18              | クライマックス 2.5 L4 | D      |
| チーム・ロータス                           | 14  | イネス・アイルランド               | ロータス・18              | クライマックス 2.5 L4 | D      |
| チーム・ロータス                           | 16  | アラン・ステイシー                 | ロータス・18              | クライマックス 2.5 L4 | D      |
| チーム・ロータス                           | 18  | ジム・クラーク                     | ロータス・18              | クライマックス 2.5 L4 | D      |
| テイラー＝クロウリー・レーシングチーム     | 20  | マイク・テイラー                   | ロータス・18              | クライマックス 2.5 L4 | D      |
| スクーデリア・フェラーリ                   | 22  | ウィリー・メレス                   | フェラーリ・ディーノ246F1 | フェラーリ 2.4 V6     | D      |
| スクーデリア・フェラーリ                   | 24  | フィル・ヒル                       | フェラーリ・ディーノ246F1 | フェラーリ 2.4 V6     | D      |
| スクーデリア・フェラーリ                   | 26  | ヴォルフガング・フォン・トリップス | フェラーリ・ディーノ246F1 | フェラーリ 2.4 V6     | D      |
| リヴェントロウ・オートモビルズ・インク     | 28  | ランス・リヴェントロウ             | スカラブ・タイプ1         | スカラブ 2.4 L4       | D      |
| リヴェントロウ・オートモビルズ・インク     | 30  | チャック・デイ                     | スカラブ・タイプ1         | スカラブ 2.4 L4       | D      |
| エキップ・ナツィオナーレ・ベルゲ           | 32  | ルシアン・ビアンキ                 | クーパー・T51             | クライマックス 2.5 L4 | D      |
| ヨーマン・クレジット・レーシングチーム     | 34  | オリヴィエ・ジャンドビアン         | クーパー・T51             | クライマックス 2.5 L4 | D      |
| ヨーマン・クレジット・レーシングチーム     | 36  | クリス・ブリストウ                 | クーパー・T51             | クライマックス 2.5 L4 | D      |
| ヨーマン・クレジット・レーシングチーム     | 38  | トニー・ブルックス                 | クーパー・T51             | クライマックス 2.5 L4 | D      |

## 結果

### 予選
| 順位 | ドライバー                         | コンストラクター        | タイム | 最高速      | グリッド |
| ---- | ---------------------------------- | ----------------------- | ------ | ----------- | -------- |
| 01   | ジャック・ブラバム                 | クーパー-クライマックス | 3:50.0 | 221.01 km/h | 01       |
| 02   | トニー・ブルックス                 | クーパー-クライマックス | 3:52.5 | 218.63 km/h | 02       |
| 03   | フィル・ヒル                       | フェラーリ              | 3:53.3 | 217.88 km/h | 03       |
| 04   | オリヴィエ・ジャンドビアン         | クーパー-クライマックス | 3:53.5 | 217.70 km/h | 04       |
| 05   | グラハム・ヒル                     | BRM                     | 3:54.2 | 217.05 km/h | 05       |
| 06   | ヨアキム・ボニエ                   | BRM                     | 3:54.8 | 216.49 km/h | 06       |
| 07   | イネス・アイルランド               | ロータス-クライマックス | 3:55.4 | 215.94 km/h | 07       |
| 08   | クリス・ブリストウ                 | クーパー-クライマックス | 3:56.4 | 215.03 km/h | 08       |
| 09   | ジム・クラーク                     | ロータス-クライマックス | 3:57.5 | 214.03 km/h | 09       |
| 10   | ヴォルフガング・フォン・トリップス | フェラーリ              | 3:57.8 | 213.76 km/h | 10       |
| 11   | ダン・ガーニー                     | BRM                     | 3:58.3 | 213.31 km/h | 11       |
| 12   | ウィリー・メレス                   | フェラーリ              | 3:58.9 | 212.78 km/h | 12       |
| 13   | ブルース・マクラーレン             | クーパー-クライマックス | 4:00.0 | 211.8 km/h  | 13       |
| 14   | ルシアン・ビアンキ                 | クーパー-クライマックス | 4:00.6 | 211.27 km/h | 14       |
| 15   | ランス・リヴェントロウ             | スカラブ                | 4:09.7 | 203.57 km/h | 15       |
| 16   | アラン・ステイシー                 | ロータス-クライマックス | 4:17.6 | 197.33 km/h | 16       |
| 17   | チャック・デイ                     | スカラブ                | 4:18.5 | 196.64 km/h | 17       |

### 決勝
| 順位 | No | 国籍                 | ドライバー                         | コンストラクター        | 周回 | タイム/リタイア原因 | グリッド | ポイント |
| ---- | -- | -------------------- | ---------------------------------- | ----------------------- | ---- | ------------------- | -------- | -------- |
| 1    | 2  | オーストラリアの旗   | ジャック・ブラバム                 | クーパー-クライマックス | 36   | 2:21:37.3           | 1        | 8        |
| 2    | 4  | ニュージーランドの旗 | ブルース・マクラーレン             | クーパー-クライマックス | 36   | + 1:03.3            | 14       | 6        |
| 3    | 34 | ベルギーの旗         | オリヴィエ・ジャンドビアン         | クーパー-クライマックス | 35   | + 1 Lap             | 5        | 4        |
| 4    | 24 | アメリカ合衆国の旗   | フィル・ヒル                       | フェラーリ              | 35   | + 1 Lap             | 4        | 3        |
| 5    | 18 | イギリスの旗         | ジム・クラーク                     | ロータス-クライマックス | 34   | + 2 Laps            | 10       | 2        |
| 6    | 32 | ベルギーの旗         | ルシアン・ビアンキ                 | クーパー-クライマックス | 28   | + 8 Laps            | 15       | 1        |
| Ret  | 10 | イギリスの旗         | グラハム・ヒル                     | BRM                     | 35   | エンジン            | 6        |          |
| Ret  | 16 | イギリスの旗         | アラン・ステイシー                 | ロータス-クライマックス | 24   | 死亡事故            | 17       |          |
| Ret  | 22 | ベルギーの旗         | ウィリー・メレス                   | フェラーリ              | 23   | トランスミッション  | 13       |          |
| Ret  | 26 | ドイツの旗           | ヴォルフガング・フォン・トリップス | フェラーリ              | 22   | トランスミッション  | 11       |          |
| Ret  | 36 | イギリスの旗         | クリス・ブリストウ                 | クーパー-クライマックス | 19   | 死亡事故            | 9        |          |
| Ret  | 30 | アメリカ合衆国の旗   | チャック・デイ                     | スカラブ                | 16   | エンジン            | 18       |          |
| Ret  | 6  | スウェーデンの旗     | ヨアキム・ボニエ                   | BRM                     | 14   | エンジン            | 7        |          |
| Ret  | 14 | イギリスの旗         | イネス・アイルランド               | ロータス-クライマックス | 13   | スピン              | 8        |          |
| Ret  | 8  | アメリカ合衆国の旗   | ダン・ガーニー                     | BRM                     | 4    | エンジン            | 12       |          |
| Ret  | 38 | イギリスの旗         | トニー・ブルックス                 | クーパー-クライマックス | 2    | ギアボックス        | 2        |          |
| Ret  | 28 | アメリカ合衆国の旗   | ランス・リヴェントロウ             | スカラブ                | 1    | エンジン            | 16       |          |
| DNS  | 12 | イギリスの旗         | スターリング・モス                 | ロータス-クライマックス | 0    | アクシデント        | 3        |          |
| DNS  | 20 | イギリスの旗         | マイク・テイラー                   | ロータス-クライマックス | 0    | アクシデント        | 19       |          |

## メモ
- ポールポジション: ジャック・ブラバム - 3:50.0
- ファステストラップ: ジャック・ブラバム, イネス・アイルランド, フィル・ヒル - 3:51.9
- スターリング・モスとマイク・テイラーは予選においてそれぞれ別個の事故で負傷した。テイラーはこの事故による負傷で選手生命を絶たれることとなる。モスも重傷を負い、競技生活から数ヶ月間離れることとなる。決勝ではクーパー・T51をドライブするクリス・ブリストウがマルメディでラインを外れ、土手に激突した。その際に有刺鉄線が首を切断、ブリストウは即死した。その5周後にはアラン・ステイシーの顔に鳥が衝突、ステイシーも死亡した。2名のドライバーが死亡した本GPは、1994年サンマリノグランプリと並んで暗黒の週末と呼ばれる。

## 第5戦終了時点でのランキング
|   | 順位 | ドライバー             | ポイント |
| - | ---- | ---------------------- | -------- |
|   | 1    | ブルース・マクラーレン | 20       |
| 2 | 2    | ジャック・ブラバム     | 16       |
| 1 | 3    | スターリング・モス     | 11       |
| 1 | 4    | ジム・ラスマン         | 8        |
|   | 5    | イネス・アイルランド   | 7        |

|  | 順位 | コンストラクター        | ポイント |
|  | ---- | ----------------------- | -------- |
|  | 1    | クーパー-クライマックス | 30       |
|  | 2    | ロータス-クライマックス | 17       |
|  | 3    | フェラーリ              | 15       |
|  | 4    | BRM                     | 6        |
|  | 5    | クーパー-マセラティ     | 3        |

- 注: ドライバー、コンストラクター共にトップ5のみ表示。

## 参照
1. ↑  Hayhoe, David & Holland, David (2006). Grand Prix Data Book (4th edition). Haynes, Sparkford, UK. ISBN 1-84425-223-X

| 前戦 1960年オランダグランプリ     | FIA F1世界選手権 1960年シーズン | 次戦 1960年フランスグランプリ     |
| 前回開催 1958年ベルギーグランプリ | ベルギーグランプリ              | 次回開催 1961年ベルギーグランプリ |